# Aster Aweke
Aster Aweke är en etiopisk sångare som lever i USA. Hon föddes 1959 i Gondar, Etiopien, och växte upp i Addis Abeba. 
Vid tretton års ålder beslöt hon sig för att bli musiker, och under de senare tonåren sjöng hon med olika band på klubbar och hotell. 1981 flyttade hon till USA och bosatte sig strax i Washington DC, där hon sjöng på restauranger och klubbar, och gjorde sig ett namn bland de många etiopier som bodde där. Även i Etiopien är hon populär, och har hållit konserter med tiotusentals besökare.  
Aster Awekes säregna stil har influerats av andra etiopiska sångare, bland andra Bizunesh Bekele. 
Aweke är hennes pappas namn, och inte ett namn som ensamt refererar till henne. 

## Diskografi
Album
- 1989 Aster
- 1991 Kabu
- 1993 Ebo
- 1997 Live in London
- 1999 Hagere
- 2002 Sugar
- 2004 Asters Ballads
- 2006 Fikir
- 2010 Checheho
- 2013 Ewedhalew

Medverkar på
- 1994 Ethiopian Groove - The Golden Seventies
- 1999 Unwired: Acoustic Music from Around the World
- 2004 The Rough Guide to the Music of Ethiopia